# Histoire des Juifs dans l'Empire byzantin
- Étymologie
- Qui est juif ?
- Peuple juif
- Identité juive

## Historique et statut juridique
Après le déclin du judaïsme hellénistique de langue grecque dans l'Antiquité, l'utilisation de ce langage et l'intégration de la culture grecque dans le judaïsme continuent à faire partie intégrante de la vie des communautés juives de l'Empire byzantin. Le statut juridique des Juifs resta inchangé durant toute l'histoire de l'Empire byzantin : leur position juridique propre et particulière différait à la fois de la communauté chrétienne orthodoxe qui était la religion d'État, des hérétiques, et des païens. La place qu'occupent les Juifs byzantins sur l'échelle de la liberté sociale varie quelque peu avec le temps, selon trois facteurs : le désir théologique des empereurs de maintenir, face à la puissance des patriarches de Constantinople, les juifs comme témoignage vivant des racines du christianisme et comme contrepoids économique, leur désir politique de renforcer le contrôle impérial sur la société byzantine, et la capacité de l'administration centralisée de Constantinople à appliquer sa législation.

## Fondements de la position juridique des Juifs: 330-404
En 212, Caracalla accorde la citoyenneté à tous les résidents de l'Empire romain, Juifs y compris. Cette mesure confère aux Juifs l'égalité juridique avec tous les autres citoyens et constitue le fondement de leur statut juridique dans l'Empire d'Orient après la fondation de Constantinople en 330. En effet jusque là, les Juifs avaient le droit de pratiquer leur foi sous la domination impériale, tant qu'ils payaient le fiscus judaicus. Par exemple, la circoncision, considérée comme une mutilation et passible de la peine de mort si elle est pratiquée sur un enfant non juif, et la célébration de l'exil à Babylone sont légalement autorisés dans les pratiques religieuses juives. La loi byzantine reconnait les synagogues comme des lieux de culte : ils ne peuvent être arbitrairement molestés, et les tribunaux juifs ont force de loi dans les affaires civiles des Juifs, qui ne peuvent être contraints de violer ni le Shabbat ni leurs autres fêtes.
Depuis l'an 390, le territoire de l'actuel Israël se trouve sous la suzeraineté byzantine. La région est alors divisée en provinces : Palaestina Prima, Palaestina Secunda et Palestina Tertia, faisant partie du Diocèse d'Antioche.

## Code théodosien: 404–527
Le code de Théodose représente un début de limitation des droits des Juifs. En 404, les Juifs sont exclus de certains postes gouvernementaux. En 418, ils sont écartés de la fonction publique, et de toutes fonctions militaires. En 425, ils sont chassés de toutes les fonctions publiques restantes, tant civiles que militaires - une interdiction que Justinien Ier réitère. Cependant, ces restrictions compromettent inévitablement les arguments théologiques en faveur de la délimitation de la religion juive ; bien qu'elles donnent du pouvoir aux citoyens chrétiens de l'empire aux dépens de ses juifs toutes les lois les concernant reconnaissent implicitement l'existence continue et la légalité de la religion juive.
Ainsi, l'empereur Théodose II constate qu'il doit équilibrer les deux premiers des trois facteurs régissant le traitement des Juifs dans l'empire, la théologie, le pragmatisme politique et le caractère exécutoire. Il ne peut cependant pas contrôler efficacement le troisième. En 438, Théodose réaffirme l'interdiction faite aux Juifs d'occuper des fonctions publiques, car cette proscription avait été mal appliquée. Même en 527, un décret qui renouvelle cette interdiction commence par constater que « sans tenir compte de l'ordre des lois [ils se sont] infiltrés dans les fonctions publiques. »
Il y a cependant une fonction qu'il n'est pas interdite aux Juifs d'assumer. Il s'agit de la charge de décurion, un collecteur d'impôts qui doit payer de sa poche tout déficit de recettes. Théodose II, qui expose une grande partie du précédent juridique et des fondements de la loi byzantine dans son Code théodose, permet aux Juifs, comme aux autres citoyens, d'engager un remplaçant pour exercer les fonctions de décurion à leur place. Justinien, dont le code juridique comprend 33 lois relatives aux Juifs, a initialement maintenu cette possibilité, mais elle est abolie en 537. Sharf explique que le but de cette mesure est que les Juifs « ne jouissent jamais des fruits de la fonction, mais en subissent seulement les peines et les sanctions. »
Outre la question de l'accès aux fonctions publiques, les juifs sont également inégaux aux chrétiens en ce qui concerne la propriété des esclaves. Des restrictions sur la propriété d'esclaves chrétiens par des Juifs sont mises en place sous le règne de nombreux empereurs, de peur que les Juifs n'utilisent la conversion des esclaves comme moyen d'augmenter leur nombre. De plus, cette mesure vise à inciter les esclaves non chrétiens à se convertir au christianisme et à imposer une restriction économique aux juifs. Les restrictions sur la possession d'esclaves ne peuvent cependant pas être excessivement lourdes, car les esclaves, bien que nombreux, représentent entre 10 et 15% de la population. En vertu du code théodosien, la propriété d'esclaves chrétiens par des Juifs n'est donc pas interdite, mais leur achat l'est. Ainsi, celui qui obtient la possession d'un esclave par des moyens comme l'héritage reste son propriétaire. L'achat d'esclaves est généralement pénalisé par une vente forcée au prix d'achat initial.
La possession d'esclaves est un autre exemple de l'équilibre tripartite de la législation relative à la minorité juive de Byzance : la possession d'esclaves chrétiens porte atteinte à la théologie du « testament vivant », mais est une exigence pragmatique de l'époque, et son interdiction ne peut pas être entièrement appliquée car la liberté n'est pas nécessairement une option souhaitable pour un esclave bien traité par ses maîtres.
La troisième restriction importante imposée au judaïsme - en plus des limitations imposées à la fonction publique et de la possession d'esclaves - est que la religion juive, bien qu'autorisée à survivre, n'est pas autorisée à prospérer. Du point de vue théologique, la victoire du christianisme peut être affirmée avec succès en maintenant un petit contingent de Juifs dans l'empire, mais leur permettre de devenir une minorité trop importante menace le monopole théologique du christianisme orthodoxe dans l'empire.
Une ramification importante de cette politique est l'interdiction de construire de nouvelles synagogues dans l'Empire, bien que la réparation des anciennes soit autorisée. Cette interdiction est difficile à faire respecter, car des preuves archéologiques en Israël indiquent que la construction illégale de synagogues s'est poursuivie tout au long du VIe siècle. La synagogue continue à être respectée comme lieu de culte inviolable jusqu'au règne de Justinien.
À partir de cette époque, la plupart des lois concernant les Juifs - même celles qui étendent les droits qui leur sont accordés - sont « précédées d'expressions sans ambiguïté de haine et de mépris pour le judaïsme. »

## Code Justinien: 527–565
Le Code civil de Justinien resserre les réglementations sur la propriété d'esclaves chrétiens par des non-chrétiens. Il abolit l'indemnisation des achats illégaux d'esclaves chrétiens et ajoute une amende de 30 livres d'or pour cette infraction. Les Juifs possédant des esclaves chrétiens à l'époque de Justinien peuvent être punis d'exécution.
En 545, Justinien légifère pour que le droit d'existence de toute synagogue sur un terrain appartenant à une institution ecclésiastique soit annulé. Il est également le premier empereur à ordonner que les synagogues existantes soient converties en églises. Il n'existe cependant qu'un seul exemple d'une telle conversion par la force : la synagogue de Borem. Cette synagogue a très probablement été convertie pour des raisons militaires, compte tenu de sa position stratégique à la frontière du territoire des tribus berbères. En fait, Justinien interdit tous les lieux de culte non chrétiens en Afrique du Nord, dans une législation qui regroupe les Juifs avec les païens et les hérétiques. Cette législation n'est guère appliquée, mais elle crée un précédent en rendant les synagogues inviolables et en estompant la différence entre les Juifs et les autres non-chrétiens. Une fois de plus, cela représente la divergence entre les objectifs théologiques de l'Empire, ses objectifs pragmatiques et sa capacité à faire appliquer sa législation. La faible efficacité de la législation indique le pouvoir prépondérant de celle-ci dans la limitation des deux premiers facteurs, qui, dans ce cas, coïncident.
Les Juifs constatent également qu'ils sont placés juridiquement quelque part entre les autres non-chrétiens et la majorité chrétienne. Par exemple, Justinien exige que la Pâque soit montrée comme subordonnée à Pâques ; dans les cas où la première tombe avant la seconde, les Juifs n'ont pas le droit de la célébrer le jour prévu et sont obligés de la retarder. Il est également interdit aux Juifs de témoigner devant un tribunal concernant les chrétiens - une restriction déjà présente dans le code théodosien - bien que Justinien assouplit cette restriction en 537 pour leur permettre de témoigner dans des affaires opposant des individus chrétiens et l'État. Ce privilège n'est accordé à aucun autre groupe non chrétien. Une fois de plus, l'État sacrifie la subordination doctrinale des Juifs afin d'obtenir des avantages pratiques, en l'occurrence le témoignage contre ceux qui l'affrontent au tribunal.
Les questions relatives au discours juif interne - qui, sous le Code Théodosien, ne peuvent être arbitrées que par les tribunaux juifs - peuvent, sous le Code Justinien, être arbitrées par l'État, un pouvoir que Justinien n'hésite pas à utiliser. En 553, par exemple, Justinien exige que la lecture publique du  Pentateuque se déroule en langue vernaculaire, plutôt qu'en hébreu, et interdit purement et simplement la lecture de la Mishna. De cette manière, Justinien restreint non seulement la liberté religieuse des Juifs, mais il étend également son propre pouvoir afin de renforcer le principe selon lequel, « en théorie, aucun domaine n'échappe au pouvoir législatif de l'Empire. » Les restrictions de Justinien sont toutefois à peine appliquées. Ironiquement, le peu d'applications dont elles bénéficient contribue à une croissance notable de la culture et de la liturgie juives. Par exemple, l'interdiction de la lecture de la Mishna incite les érudits juifs à écrire les piyutim, d'importants ouvrages de poésie qui se réfèrent fortement à la Mishna. Comme ceux-ci ne sont pas interdits par le Code civil, ils donnent aux Juifs la possibilité de le contourner. En conséquence, cette forme d'expression religieuse s'est épanouie sous Justinien.

## Tolérance ponctuée, révoltes juives et croisades: 565-1204
Bien que le Code Justinien reste en vigueur dans l'Empire d'Orient jusqu'au IXe siècle la période qui suit le règne de Justinien est généralement caractérisée par la tolérance des non-chrétiens, en particulier les Juifs. Cependant, pendant la Guerre perso-byzantine de 602-628, de nombreux Juifs prennent le parti de l'Empire byzantin lors de la révolte juive contre Héraclius, qui aide avec succès les envahisseurs perses sassanides à conquérir toute l'Égypte romaine et la Syrie. En réaction, des mesures anti-juives sont décrétées dans tout le royaume byzantin et jusqu'en France mérovingienne. Peu de temps après, en 634, les conquêtes musulmanes commencent, au cours desquelles de nombreux Juifs se soulevent à nouveau contre leurs dirigeants byzantins. À cette époque, Héraclius devient le premier empereur à forcer la conversion des Juifs au christianisme. Après sa mort, et jusqu'en 1204, les Juifs ne subissent que trois persécutions légales notables, dont la durée totale est d'environ cinquante ans. On peut même se demander si la première d'entre elles - les mesures anti-juives adoptées sous le règne de Léon III l'Isaurien - peut être considérée comme une persécution. La seconde, sous le règne de Basile Ier de 867 à 886, ponctue brièvement la tolérance du IXe siècle. La dernière de ces persécutions a lieu sous Jean Tzimiskes, qui régne de 969 à 976. Par conséquent, aucune persécution légale des Juifs n’est enregistrée pendant près de deux siècles et demi après son règne.
En fait, Samuel Krauss écrit dans son célèbre ouvrage sur le judaïsme byzantin que Constantinople à l'époque de l'Empire byzantin, est « le centre de l'érudition juive, samaritaine et caraïte ». Eleazar ben Killir, un Juif byzantin d'une région de langue grecque, écrit ses célèbres piyutim, qui sont encore utilisés dans la plupart des Machzorim devient le professeur de tous les paytanim qui viennent après lui. Assaf Harofe écrit à Byzance le premier traité médical en hébreu.
Le Sefer Yosippon est rédigé au Xe siècle dans le sud de l'Italie byzantine par la communauté juive de langue grecque qui s'y trouve. Judah Leon ben Moses Mosconi, un juif romaniote d'Achrida édite et développe le Sefer Josippon plus tard,. Cette communauté hébraïque byzantine du sud de l'Italie produit des œuvres aussi importantes que le Sefer Ahimaaz d'Ahimaaz ben Paltiel, le Sefer Hachmoni de Shabbethai Donnolo, l'Aggadath Bereshit et de nombreux piyyutim,,,,. Les écrits liturgiques de ces Juifs romaniotes, en particulier les piyyut, sont éminents pour le développement du Mahzor ashkénaze, car ils ont traversé l'Italie jusqu'à Ashkenaz et sont conservés à ce jour dans les mahzorim les plus ashkénazes. Comme dans le cas de la paternité juive hellénistique, certains manuscrits juifs byzantins montrent l'utilisation de la langue grecque dans des aspects religieux et communautaires. La langue de ces manuscrits n'est pas en grec ancien, mais plutôt dans une forme plus ancienne de grec moderne. Ces textes sont les plus anciens textes écrits connus en grec moderne. A côté de ces rabbanites et dans le cadre des juifs romaniotes de l'Empire, d'importantes communautés karaïtes comme les karaïtes de Constantinople et les karaïtes d'Andrinople prospérent et produisent des personnalités éminentes pour le mouvement karaïte comme Caleb Afendopolo, Elijah Bashyazi, Aaron ben Joseph de Constantinople, Aaron ben Elijah, Juda Hadassi et d'autres.
Au XIIe siècle, il y a environ 2 500 Juifs à Constantinople, 2 000 Juifs à Thèbes et 500 Juifs à Thessalonique. Halmyrus, Rhaedestus, Chios et Rhodes abritent chacune 400 Juifs. En outre, il y avait environ 300 Juifs à Corinthe et à Samos, et 200 Juifs à Gallipoli.
C'est au XIIe siècle que les croisés de passage font des ravages dans les communautés juives de Byzance, dans un avant-goût de ce que l'occupation latine ultérieure font subir aux chrétiens byzantins. Bien que la plupart des bandes de croisés n’adoptent pas une politique de violence ou de conversion forcée à l'encontre des Juifs, la Première Croisade a certainement pris un visage anti-juif dans certaines communautés. La croisade ayant été entreprise dans le but de « soumettre tous les non-croyants à la foi », de nombreux croisés contraignent les Juifs à se convertir sous peine de mort, et l'on recense un grand nombre de cas de suicides collectifs au sein des communautés juives - en particulier parmi les jeunes filles - afin d'éviter de telles conversions.

## Occupation latine: 1204-1261
La quatrième croisade a encore dégradé la position des juifs byzantins. Les petits États s'étant séparés d'un empire affaibli, les dirigeants de ces États se trouvent plus à même d'appliquer la législation que leurs homologues byzantins. La protection la plus puissante des droits des Juifs - l'impuissance gouvernementale à faire appliquer les lois - est ainsi abolie. Théodore Doukas, qui se couronne empereur d'Épire après avoir conquis Thessalonique, est connu pour sa persécution des Juifs, qui commence en 1229, un an avant la fin de son règne. Le mépris de Théodore pour les Juifs est bien établi. Cependant, le fait qu'il ait attendu 1229, soit cinq ans après avoir pris Thessalonique et s'être déclaré empereur, indique que l'antisémitisme n'a peut-être pas été la cause de ses édits anti-juifs qui semblent plutôt avoir été motivés par le désir de confisquer les biens hébraïques à une époque où son empire était à court de fonds. Cela explique les expropriations de leurs biens sous Théodore, ainsi que l'abstention de son régime de toute persécution religieuse pour son propre bien.
John Vatatzes, l'empereur de Nicée, commence la persécution légale des Juifs en 1253. Contrairement à Théodore, Vatatzes ordonne que les Juifs de l'empire de Nicée soient convertis au christianisme, mais il n'ordonne pas l'expropriation de leurs biens. Bien que ces mesures ne commencent qu'un an avant la mort de Vatatzes, elles semblent avoir créé un précédent de persécution que son fils, Théodore II Laskaris, poursuit.
C'est dans ce contexte de persécution que les Palaiologoi  montent sur le trône impérial. Michael VIII Palaiologos met fin à l'oppression des Juifs. Bowman écrit ce qui suit :
Michel VIII convoque les dirigeants juifs de son royaume et les invite à le soutenir en tant qu'empereur. Ainsi, le premier acte de Michel envers les Juifs [...] est la révocation de l'ordre de Jean Vatatzes concernant le baptême forcé. Dans le même temps, il fait comprendre aux Juifs qu'il attend d'eux qu'ils lui témoignent leur reconnaissance pour son aide.
La route de Michael vers le trône avait été d'une légalité douteuse, et ce fait lui a valu de nombreux ennemis. De plus, il dirige un empire fortement dépendant des puissances étrangères et a un immense besoin d'or pour financer ses grandes dépenses militaires. Il n'est donc pas surprenant qu'il se tourne vers les Juifs et d'autres minorités (notamment les Arméniens) comme source de soutien dans un contexte d'instabilité et alors que la majorité ethnique et l'élite dominante se montre hostile à son égard.

## Un Empire en décomposition: 1261-1453

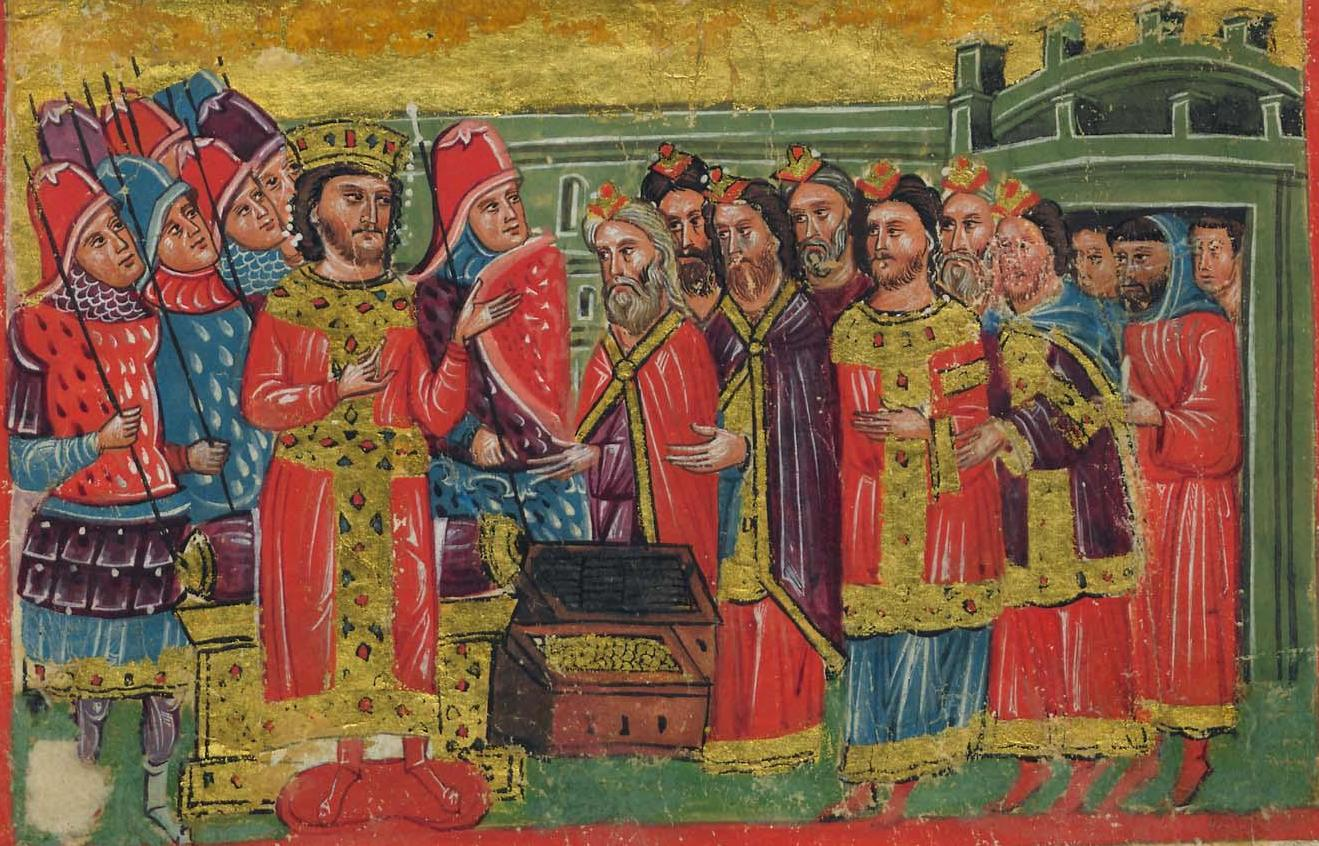
Alexandre le Grand, vêtu en empereur byzantin, reçoit une délégation de rabbins juifs. Miniature du roman d'Alexandre du XIVe siècle.

Andronic II Paléologue a suivi le précédent de son père. La tolérance d'Andronikos était assez notable, suscitant même la condamnation du patriarche Athanase III d'Alexandrie, contre ce qu'il considérait comme une tolérance « excessive » à l'égard des juifs et autres non-chrétiens, en particulier pour leur avoir permis de vivre parmi les chrétiens. La plainte du patriarche indique que, malgré la tolérance des Paléologues, la norme de la loi impériale est d'exiger que les non-chrétiens vivent séparément des chrétiens. Cette tendance apparente à la ségrégation entre les peuples de Byzance, y compris les Juifs, est confirmée par une lettre de Jean, évêque de Citrus, datant de la seconde moitié du XIIe siècle, qui déclare que « les peuples de langues et de croyances étrangères, tels que les Juifs, les Arméniens, les Ismaélites, les Hagarites et d'autres peuples semblables, sont autorisés depuis longtemps à habiter dans les villes et pays chrétiens, mais qu'ils doivent vivre séparément et non mélangés aux Chrétiens. » À Constantinople, il y avait un quartier juif près de la porte éponyme dans le quartier moderne de Yenikapı.

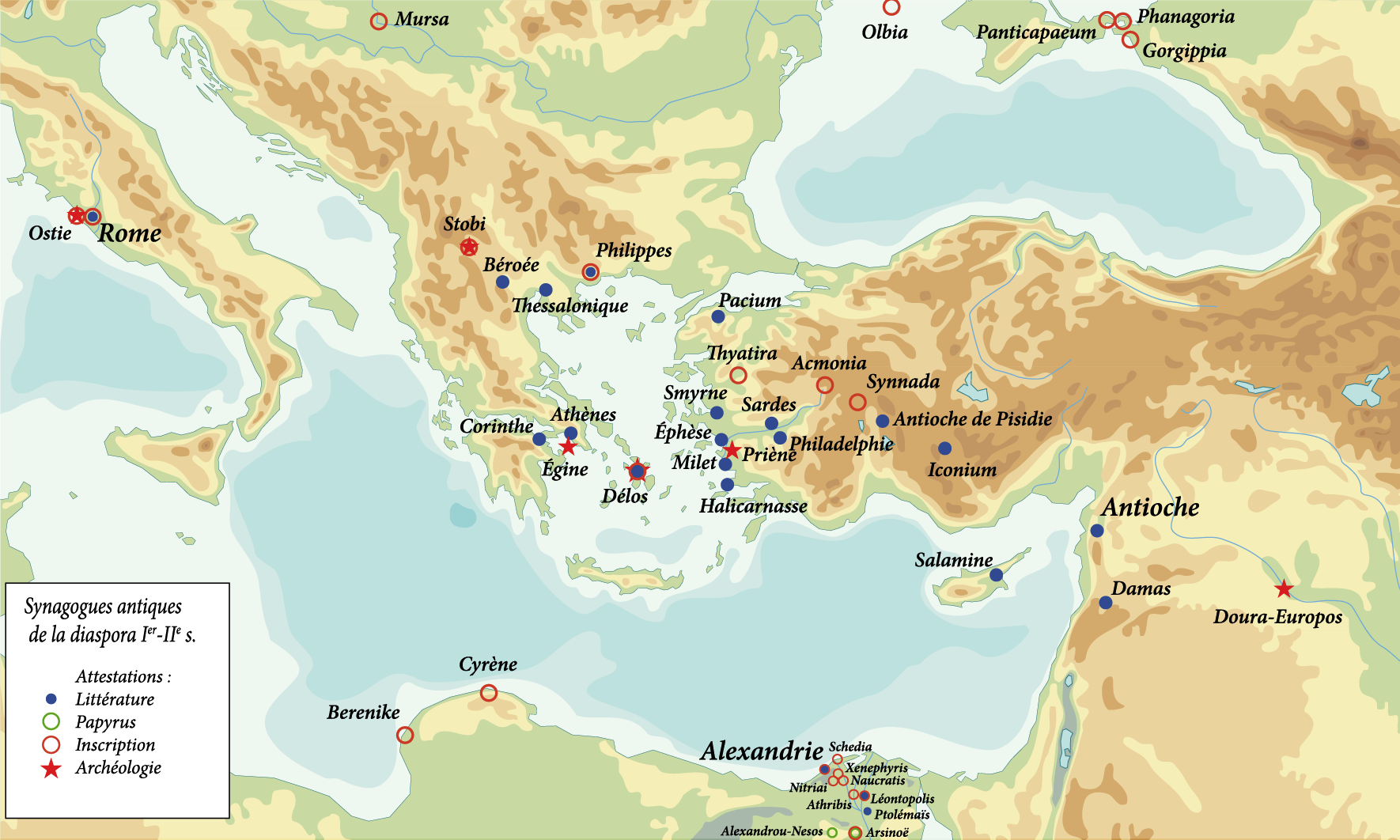
Principales synagogues de l'Empire romain d'Orient dans l'antiquité tardive.

Le judaïsme en Méditerranée orientale après que l'Empire ottoman a remplacé l'Empire byzantin : progressivement, les Juifs hellénistiques, absorbés par les Séfarades venus d'Espagne, passent de la langue yévanique au judéo-espagnol et du Talmud de Jérusalem à celui de Babylone, avec la liturgie ladino. Une minorité passe à l'islam.

Au XIVe siècle, beaucoup de Juifs constantinopolitains ou thessaloniciens obtiennent la citoyenneté vénitienne soit en s'installant dans les régions sous influence vénitienne, soit en achetant la naturalisation, obtenant ainsi les mêmes privilèges que les ressortissants vénitiens dans l'Empire. À cette époque, au début du XIVe siècle, l'Empire, économiquement endetté et militairement affaibli, permet aux Vénitiens de s'y installer en grand nombre, et les traités entre l'Empire et Venise accordent à ces derniers, y compris aux Juifs, des privilèges spéciaux, bien qu'ils comportent également certaines interdictions économiques mineures. Sous l'égide de ces traités, les Juifs vénitiens peuvent acheter, vendre ou louer des terrains et immeubles partout dans Constantinople. Ils bénéficient également d'une structure fiscale plus favorable que les citoyens byzantins, ainsi que de la liberté de mouvement et d'installation partout dans l'Empire. Dans ce contexte, les juifs bénéficiant de droits plus étendus que les chrétiens. Toutefois, il est important de noter que ces libertés sont conférées en fonction de leur appartenance à la communauté vénitienne, et non en fonction de leur identité juive. Les Juifs non vénitiens ne profitent pas des traités vénéto-byzantins, et les Vénitiens non juifs bénéficient des mêmes libertés que leurs compatriotes juifs.
- (en) Cet article est partiellement ou en totalité issu de l’article de Wikipédia en anglais intitulé « History of the Jews in the Byzantine Empire » (voir la liste des auteurs).

## Lectures complémentaires
- Steven Bowman, Les Juifs de Byzance 1204-1453, Tuscaloosa, Alabama: University of Alabama Press, 1985.
- Catherine Brasseur, « Le statut des Juifs dans la législation romaine: le règne de Justinien 527-565 » in Judaïsme européen 38 (2005): 127–39.
- Robert Chazan « Perceptions chrétiennes et juives de 1096 : une étude de cas de Trèves » in Histoire juive no 13 (1999): 9-21.
- Pierre Charanis, « Les Juifs de l'Empire byzantin sous les premiers Paléologues » in Speculum no 22 (1947): 75–77.
- Louis Fieldman, Juif et Gentil dans le monde antique : attitudes et interactions d'Alexandre à Justinien, Princeton, New Jersey : Princeton University Press, 1993.
- P. Gkoumas, Bibliographie sur la communauté juive romaniote, 2016,  (ISBN 9783741273360)
- Patrick Gray, « Palestine and Justinian's Legislation on Non-Christian Religions » in Baruch Helpem & Deborah W. Hobson (eds.), Law, Politics and Society in the Ancient Mediterranean World, Sheffield, Royaume-Uni, Sheffield Academic Press, 1993.
- Amnon Linder, Les Juifs dans la législation impériale romaine, Détroit, Michigan : Wayne State University Press, 1987.  (ISBN 978-0-88402-101-8)
- A. G. Savvides & B. Hendrickx, Lexique prosopographique encyclopédique de l'histoire et de la civilisation byzantines, 2007-ff.
- Andrew Sharf, Judaïsme byzantin de Justinien à la quatrième croisade, New York, New York : Schocken Books, Inc., 1971.
- Josué Starr, Les Juifs dans l'empire byzantin, Athènes, Grèce, 1939.
- Warren Treadgold, Une histoire de l'État et de la société byzantins, Stanford, Californie : Stanford University Press, 1997.
- Léon Weinberger, « Note sur les érudits juifs et les bourses d'études à Byzance » in Journal de la société orientale américaine no 91 (1971): 142–4.